# 黄南藏族自治州
黄南藏族自治州（藏語：རྨ་ལྷོ་བོད་རིགས་རང་སྐྱོང་ཁུལ།，威利转写：rma lho bod rigs rang skyong khul，藏语拼音：Malho Poirig Ranggyong Kü），简称黄南州，是中华人民共和国青海省下辖的自治州，位于青海省东部。州境北邻海东市，西界海南州、果洛州，南、东接甘肃省甘南州。地处青藏高原东部，阿尼玛卿山北麓，地势南高北低，南部为西倾山，山地之间分布有若干盆地。黄河先绕州境南缘自东往西流过，并纳支流泽曲，进入海南州后再经州境北缘自西往东流过，并纳支流隆务河。全州总面积18,226平方公里，常住总人口28.11万人，自治州首府驻同仁市隆務鎮。

## 历史
唐咸亨元年（670年）吐蕃灭吐谷浑国，今黄南地区成为唐与吐蕃争夺地区。唐景龙三年（709年），唐金城公主远嫁吐蕃赞普，唐鄯州都督杨矩接受吐蕃厚赂，表奏唐朝准划九曲之地为金城公主汤沐之地。今黄南地区成为吐蕃辖地。
明洪武三年（1370年），邓愈率兵攻占河州，次年明廷设河州卫，改必里万户府为必里千户所，洪武八年（1375年），改贵德为贵德守御千户所，下设10屯。
清雍正四年（1726年）置驻西宁办事大臣，河南县由该办事大臣节制。同仁、尖扎、泽库地区先后属甘肃临洮府、西宁府、河州府、兰州府，分别由贵德厅、循化厅辖治。清乾隆二十七年（1762年），移河州同知驻循化，设循化厅，今同仁、泽库两县地区归循化厅辖，今尖扎地区属贵德守御千户所辖。
民国18年（1929年）元月建立青海省，7月由循化县析置同仁县，辖今同仁、泽库地区。民国二十六年（1937年），省在隆务镇设第七专员公署，辖同仁、同德两县。民国二十九年（1940年），同仁、泽库两县的大部分地区，隶属青海省第七督察专员公署。
1952年3月17日，成立同仁藏族自治区，7月3日，由贵德析置尖扎藏族自治区，由同仁析置泽库县。
1953年9月30日，设立黄南藏族自治区，自治区政府驻同仁县隆务寺，辖尖扎、同仁、泽库3县。
1955年5月22日，黄南藏族自治区改为黄南藏族自治州。

## 地理
黄南藏族自治州位于青海省东南部，因地处黄河之南而得名。东北部与海东市化隆回族自治县、循化撒拉族自治县为邻；东南部与甘肃省甘南藏族自治州夏河、碌曲、玛曲三县接壤；西北西南部分别与海南藏族自治州贵德、贵南、同德三县以及果洛藏族自治州玛沁县相接。州境东西宽175千米，南北长235.3千米，总面积为1.82万平方千米，占全省总面积的2.61%。地势南高北低，南部泽库、河南两县属于青南牧区，海拔在3500米以上，气候高寒，是自治州发展畜牧业的主要基地；北部为尖扎县、同仁市，海拔在1900～4118米之间。
黄南藏族自治州气候属高原大陆性气候。其气候特点：雨热同季，干湿季差别明显；热量不足，无霜期短，降水变率大，时空分布不均；光照时间长，太阳辐射强；冷季漫长干冷，暖季短促润凉；多灾害天气。年平均气温6.6℃～8.5℃；南部气温偏高幅度较大，年平均气温-0.9℃～0.3℃。全州年平均气温-0.9℃～8.5℃。降水时空分布不均，年际变率大，逐渐呈增加趋势，平均降水量分别为尖扎县308.4毫米，河南县549.4毫米；同仁市409.1毫米，泽库县492.4毫米。全州年平均降水量329.0～505.0毫米。全州日照时数为2506.1～2688.2小时。无霜期14～173天，其中北部温暖区147～173天；南部低温区14～21天。年蒸发量1231.6～1697.0毫米。

## 政治

### 现任领导
| 机构     | · 中国共产党 · 黄南藏族自治州委员会 | 黄南藏族自治州人民代表大会 常务委员会 | 黄南藏族自治州人民政府 | · 中国人民政治协商会议 · 黄南藏族自治州委员会 |
| 职务     | 书记                                | 主任                                  | 州长                   | 主席                                          |
| -------- | ----------------------------------- | ------------------------------------- | ---------------------- | --------------------------------------------- |
| 姓名     | 朱战民                              | 蒋树成                                | 扎西才让               | 叶忠措（女）                                  |
| 民族     | 汉族                                | 汉族                                  | 藏族                   | 藏族                                          |
| 籍贯     | 河南省长葛市                        | 青海省大通回族土族自治县              | 青海省循化撒拉族自治县 | 青海省共和县                                  |
| 出生日期 | 1965年8月（59歲）                   | 1966年2月（59歲）                     | 1966年9月（58歲）      | 1969年12月（55歲）                            |
| 就任日期 | 2022年4月                           | 2021年5月                             | 2021年5月              | 2024年2月                                     |

### 行政区划
黄南州下辖1个县级市、2个县、1个自治县。
- 县级市：同仁市
- 县：尖扎县、泽库县
- 自治县：河南蒙古族自治县

## 人口
2022年末，全州总人口为281044人。全州出生人口4523人，出生率为16.09‰；死亡人口1970人，死亡率为7.01‰；在总人口中，少数民族人口262102人，占总人口的93.26%。在少数民族人口中，其中：藏族192571人，蒙古族37772人，回族19503人。
根据2020年第七次全国人口普查，全州常住人口为276,215人。同第六次全国人口普查的256,716人相比，十年共增加了19,499人，增长7.6%，年平均增长率为0.73%。其中，男性人口为139,528人，占总人口的50.51%；女性人口为136,687人，占总人口的49.49%。总人口性别比（以女性为100）为102.08。0－14岁的人口为73,316人，占总人口的26.54%；15－59岁的人口为179,880人，占总人口的65.12%；60岁及以上的人口为23,019人，占总人口的8.33%，其中65岁及以上的人口为18,072人，占总人口的6.54%。居住在城镇的人口为114,810人，占总人口的41.57%；居住在乡村的人口为161,405人，占总人口的58.43%。

### 民族
常住人口中，汉族人口为18,624人，占6.74%；各少数民族人口为257,591人，占93.26%。其中：藏族189,268人，占68.52%；回族19,160人，占6.94%；土族9,318人，占3.37%；撒拉族1,791人，占0.65%；蒙古族37,111人，占13.44%；其它少数民族943人，占0.34%。与2010年第六次全国人口普查相比，汉族人口增加3,007人，增长19.25%，占总人口比例增加0.66个百分点；各少数民族人口增加16,492人，增长6.84%，占总人口比例下降0.66个百分点。其中，藏族人口增加13,290人，增长7.55%，占总人口比例下降0.03个百分点；蒙古族人口增加1,217人，增长3.39%，占总人口比例下降0.55个百分点；回族人口增加2,419人，增长14.45%，占总人口比例增加0.42个百分点；土族人口减少709人，下降7.07%，占总人口比例下降0.53个百分点。
| 民族名称                | 藏族    | 蒙古族 | 回族   | 汉族   | 土族  | 撒拉族 | 保安族 | 东乡族 | 土家族 | 白族 | 其他民族 |
| ----------------------- | ------- | ------ | ------ | ------ | ----- | ------ | ------ | ------ | ------ | ---- | -------- |
| 人口数                  | 189,268 | 37,111 | 19,160 | 18,624 | 9,318 | 1,791  | 392    | 245    | 104    | 60   | 142      |
| 占总人口比例（%）       | 68.52   | 13.44  | 6.94   | 6.74   | 3.37  | 0.65   | 0.14   | 0.09   | 0.04   | 0.02 | 0.05     |
| 占少数民族人口比例（%） | 73.48   | 14.41  | 7.44   | －     | 3.62  | 0.70   | 0.15   | 0.10   | 0.04   | 0.02 | 0.06     |

## 全国重点文物保护单位
- 隆务寺
- 保安古屯田寨堡古建筑群
- 和日寺石经墙及和日寺